# Dipartimento per la comunicazione globale delle Nazioni Unite
Il Dipartimento per la comunicazione globale delle Nazioni Unite (United Nations Department of Global Communications, DGC) è un dicastero del Segretariato delle Nazioni Unite che si occupa delle pubbliche relazioni dell'Organizzazione e di fornire notizie sull'operato delle agenzie ONU e dei problemi legati all'informazione a livello globale. Sino al 31 dicembre 2018 era Dipartimento dell'informazione pubblica delle Nazioni Unite (United Nations Department of Public Information, DPI).
Il capo del Dipartimento è il Sottosegretario generale delle Nazioni Unite per la comunicazione globale.

## Centri di informazione
I Centri di informazione delle Nazioni Unite (United Nations Information Centre, UNIC), sono gli uffici periferici del Dipartimento per la comunicazione globale e sono le principali fonti di informazione sul Sistema Nazioni Unite. Gli UNIC hanno il compito di promuovere una maggiore comprensione e sostegno da parte del pubblico agli scopi e alle attività delle Nazioni Unite, forniscono informazioni sulle Nazioni Unite nei rispettivi paesi, nelle lingue locali, a un'ampia gamma di persone, tra cui giornalisti, funzionari governativi, rappresentanti della società civile, studenti, educatori e ricercatori.
I Centri di informazione delle Nazioni Unite a livello mondiale sono 59.
L'Italia fa riferimento al Centro Regionale di Informazione delle Nazioni Unite (UNRIC) con sede a Bruxelles.